# Pedioplanis gaerdesi
Espèce
Synonymes
- Eremias undata gaerdesi Mertens, 1954

Statut de conservation UICN

 LC  : Préoccupation mineure
Pedioplanis gaerdesi est une espèce de sauriens de la famille des Lacertidae.

## Répartition
Cette espèce est endémique de Namibie. Elle se rencontre dans les Great Waterberg et Little Waterberg.

## Étymologie
Cette espèce est nommée en l'honneur de Jan Gaerdes (1889–1981).

## Publication originale
- Mertens, 1954 : Neue Eidechsen aus Sudwest-Afrika. Senckenbergiana, vol. 34, no 4/6, p. 175-183.